# Azotasta kiselina
Azotasta kiselina (nitritna kiselina) je jedinjenje sa molekulskom formulom . Ona je slaba i monobazina kiselina koja je poznata samo u rastvoru i u obliku nitritnih soli.
Azotasta kiselina se koristi za pravljenje diazida iz amina. Do toga dolazi nukleofilnim napadom amina na nitrit, reprotonacijom uz pomoć rastvarača, i dvostrukom eliminacijom u vodi. Diazid se zatim oslobađa i daje karben ili karbenoid.

## Struktura
U gasovitoj fazi, planarni molekul azotaste kiseline može da poprimi cis i trans formu. Trans forma je predominatna na sobnoj temperaturi, i IR merenja ukazuju da je stabilnija za oko 2.3 kJ mol−1.
|                                           |       |       |
| dimenzije forme (sa mikrotalanog spektra) | forma | forma |

## Priprema
Azotasta kiselina se pravi opreznom zakiseljavanjem hladnih razblaženih rastvora nitritnog jona, NO2−. Slobodna azotasta kiselina je nestabilna i brzo se razlaže.

## Razlaganje
Osim u veoma razblaženim, hladnim rastvorima, azotasta kiselina se brzo razlaže u azot dioksid, azot monoksid, i vodu:
Azot dioksid se disproporcioniše u azotnu kiselinu i azotastu kiselinu u vodenom rastvoru:
U toplim ili koncentrisanim rastvorima, sveukupna reakcija dovodi do formiranja azotne kiseline, vode, i azot oksida: